# 蒙古旱雀豆
蒙古旱雀豆（学名：Chesniella mongolica）为豆科旱雀豆属下的一个种。种名mongolica意为蒙古的。 